# Heterodera avenae
Heterodera avenae é um nematódeo patógeno de plantas. A espécie é também conhecida pelos nome populares em inglês: nematódeo-do-cisto-do-cereal, nematódeo-da-raiz-do-cereal, nematódeo-do-cisto-do-cereal, nematódeo-do-cisto-dos-cereais, grande-nematódeo-da-raiz, nematódeo-do-cisto-da-aveia, nematódeo-da-aveia, nematódeo-da-raiz-da-aveia.